# De Havilland Mosquito
де Хэвилленд DH.98 «Москито» (англ. de Havilland DH.98 Mosquito) — британский многоцелевой бомбардировщик, ночной истребитель времён Второй мировой войны, состоявший на вооружении Королевских ВВС.

## Конструкция
Двухмоторный высокоплан с двигателями с компрессорами наддува, спроектированными для работы на больших высотах (самолёт имел потолок полёта до 11 000 метров). Экипаж 2 человека.
В конструкции самолёта была применена толстая трёхслойная обшивка с внешними слоями из фанеры и внутренним из бальсы с еловыми вставками для прочности, оклеенная поверх полотном, что позволило достичь требуемой прочности при малом весе конструкции. Немецкие радары были не в состоянии своевременно засекать приближающийся «Москито», так как у этого самолёта металлическими были только двигатели, стойки шасси, мотогондолы и некоторые элементы управления.

## Модификации

### Самолёты-разведчики
- Mosquito PR Mk I. Было построено 10 машин этой серии, впоследствии они были переоборудованы в B Mk IV серии 1. Отличались двигателями «Мерлин» 21, размахом крыла 16,51 м, короткими мотогондолами и размахом хвостового оперения 5,93 м. Самолёт оснащался тремя вертикальными и одной панорамной камерой. Первый боевой вылет был совершен 17 сентября 1941. Максимальная скорость: 615 км/ч. Крейсерская скорость: 410 км/ч. Практический потолок: 11 000 м. Дальность полёта: 4040 км. Скороподъёмность: 870 м/мин.
- Mosquito PR Mk IV. 32 машины было переоборудовано из B Mk IV серии 2. Первый боевой вылет был совершён в апреле 1942 г.
- Mosquito PR Mk VIII. Эта модификация в количестве 5 машин была переоборудована из версии PR Mk IV. На них установили двигатель «Мерлин» 61. Первый полёт был совершен 20 октября 1942 года. Максимальная скорость: 702 км/ч. Крейсерская скорость: 475 км/ч на высоте 6000 м и 560 км/ч на высоте 9000 м. Практический потолок: 12 000 м. Дальность полёта: 4720 км. Скороподъёмность: 760 м/мин.
- Mosquito PR Mk IX. Первый полёт этой модификации совершен в апреле 1943 года. Самолёты оснащались двигателями «Мерлин» 72/73 или 76/77. Разведчик мог нести два подвесных топливных бака ёмкостью 230, 450 или 910 литров каждый. Всего построено 90 таких машин.
- Mosquito PR Mk XVI. Основными отличиями данной модификации стали герметичная кабина и дополнительные баки на 3500 л, размещавшиеся в бомбоотсеке. Самолёты оснащались двигателями «Мерлин» 72/73 или 76/77. Всего было построено 435 самолётов этой модификации. Максимальная скорость: 668 км/ч. Крейсерская скорость: 400 км/ч. Практический потолок: 11 700 м. Дальность полёта: 4540 км. Скороподъёмность: 884 м/мин.
- Mosquito PR Mk 32. Это серия из 5 модернизированных PR Mk XVI, на которые был установлен двигатель «Мерлин» 113/114. Первый полёт совершён в августе 1944 года.
- Mosquito PR Mk 34 и 34А. С самолёта убрали всё вооружение и защиту, что позволило разместить в бомбоотсеке 5420 литров топлива, а также по 910 литров в двух подвесных баках. Установлены двигатели «Мерлин» 114. Дальность полёта выросла до 5800 км при скорости 480 км/ч. Максимальная скорость: 539 км/ч на уровне моря и 684 км/ч на высоте 9100 м. Разведчики оборудовались четырьмя вертикальными камерами F52 и одной F24. Всего построен 181 самолёт этой модификации, из них 50 на заводе «Персиваль» в Лутоне.
- Mosquito PR Mk 41. 28 самолётов было переоборудовано из FB Mk 40. Идентичны PR Mk IX, но оборудованы двигателями «Паккард» 69.

### Бомбардировщики
- Mosquito B Mk IV серии 1. 10 машин, переоборудованных из первых PR Mk I. Способны принять на борт 907 кг бомбовой нагрузки. Всего построено 38 машин этой модификации[2].
- Mosquito B Mk IV серии 2. Отличались от 1 серии увеличенными мотогондолами, увеличенным хвостовым оперением, двигателями «Мерлин» 21/23, уменьшенным объёмом баков и увеличенным бомбоотсеком. В него стало возможным поместить четыре 230 кг — бомбы, если у них укоротить стабилизаторы. В войска самолёты начали поступать в мае 1942 года. 54 из серии в 235 машин были переоборудованы для использования бомбы «Блокбастер» массой 1800 кг. 27 машин было оборудовано для использования прыгающей бомбы. Максимальная скорость: 612 км/ч на высоте 6400 м с индивидуальными выхлопными патрубками или 589 км/ч с объединёнными коллекторами. Практический потолок: 9449 м. Дальность полёта: 3780 км.
- Mosquito B Mk V. Модификация с удлинённым крылом и двумя дополнительными топливными баками или 230 кг бомбами на подкрыльевых держателях. Никогда не строился, но стал базой для канадских B Mk VII.
- Mosquito B Mk VII. 25 машин этой модификации выпущено в Канаде. Первый полёт совершён 24 сентября 1942 года. 6 машин переоборудовали в версию F-8DH для ВВС США. Использовались только на территории Северной Америки.
- Mosquito B Mk IX. Самолёты этой модификации оснащались двигателями «Мерлин» 72/73 или 76/77. Первый полёт совершён 24 марта 1943. В октябре 1943 года было принято решении о массовой модернизации всех выпущенных B Mk IV и B Mk IX для несения бомбы «Блокбастер». Самолётами этой модификации совершено 213 боевых вылетов. Максимальная скорость: 657 км/ч. Крейсерская скорость: 475 км/ч на высоте 6000 м и 560 км/ч на высоте 9000 м. Практический потолок: 11 000 м. Дальность полёта: 4540 км. Скороподъёмность: 869 м/мин. Бомбовая нагрузка: 910/1810 кг.
- Mosquito B Mk XVI. Как и B Mk IX, эта модификация оснащалась двигателями «Мерлин» 72/73 или 76/77 и была способна нести 1800-кг бомбу «Блокбастер», но кабина стала герметической. Прототип этой модификации поднялся в воздух 1 января 1944 года. Всего построено 402 самолёта этой модификации, в том числе 195 на заводе «Персиваль». Максимальная скорость: 657 км/ч. Крейсерская скорость: 475 км/ч на высоте 6000 м и 560 км/ч на высоте 9000 м. Практический потолок: 11 000 м. Дальность полёта: 2750 км. Скороподъёмность: 853 м/мин. Бомбовая нагрузка: 1800 кг.
- Mosquito B Mk XX. Канадская версия B Mk IV с лицензионными двигателями «Паккард» 31/33[3]. Было построено 245 машин, из них 8 потеряно на испытаниях и во время доставки.[4]
- Mosquito B Mk 35. Модификация оснащалась двигателями «Мерлин» 113/114 или 113А/114А, бомбоотсеком для одной 1800-кг бомбы или четырёх 230-кг. Первый полёт прототип B Mk 35 совершил 12 марта 1945 года. Несколько машин было переоборудовано под радионавигационные системы Rebecca/Eureka[англ.] и Gee-H[англ.]. Всего выпущено 274 машины, из них 65 на заводе Airspeed Ltd.. Максимальная скорость: 679 км/ч. Крейсерская скорость: 444 км/ч. Потолок 13 000 м. Дальность полёта: 3240 км. Скороподъёмность: 823 м/мин.

### Ночные истребители
- Mosquito F Mk II и NF Mk II. Первый полёт прототип совершил 15 мая 1941 года. На этой модификации установлены двигатели «Мерлин» 21, 22 и 23 в больших мотогондолах и ВЧ-радары AI Mk.IV[англ.]. Вооружение составляли четыре 20-мм авиапушки «Испано-сюиза HS.404» под полом кабины и четыре пулемёта «Браунинг» калибра .303 в носу. Бомбовое вооружение отсутствовало. Вход в кабину был оборудован сбоку фюзеляжа, на фонарь устанавливалось плоское бронестекло. На этой модификации испытывались счетверённая турель «Бристоль» B.XI а также сверхмощный авиационный поисковый прожектор «Turbinlight[англ.]»[4]. 25 самолётов версии «вторжение» были построены без радарного оборудования и получили наименование NF II (Special). В 1943—1944 годах уцелевшие самолёты прошли капитальный ремонт, на них заменили двигатели и установили радары AI Mk.IV и Mk.V. Всего построено 494 самолёта этой модификации, из них 6 переоборудовано в модификацию Mosquito T Mk III, 97 в модификацию Mosquito NF Mk XII, и 100 в модификацию Mosquito NF Mk XVII.
- Mosquito NF Mk X. Ночной истребитель с двигателями «Мерлин» 61. Был заказан, но никогда не выпускался.
- Mosquito NF Mk XII. Это 97 модернизированных Mosquito NF Mk II с двигателями «Мерлин» 21/23, на которые были установлены СВЧ-радары AI Mk. VIII[англ.], что позволило избавиться от внешних антенн. Из вооружения оставлены только 20-мм пушки. Первый полёт был совершён в августе 1942 года.
- Mosquito NF Mk XIII. Ночной истребитель с двигателями «Мерлин» 21, 23 или 25 и радаром американского производства SCR-720, устанавливаемым за тупым «бульдожьим» носовым обтекателем. В остальном совпадает с NF Mk XII.
- Mosquito NF Mk XIV. Должен был быть модернизацией NF Mk XIII с двигателями «Мерлин» 67 или 72. Никогда не выпускался.
- Mosquito NF Mk XV. Высотный истребитель с потолком 13 700 м, построенный как ответ на появление в Германии высотного бомбардировщика Junkers Ju 86. Это был первый «Москито» с герметической кабиной. Впервые прототип взлетел 8 августа 1942 года, а 16 сентября машина была передана в войска[4]. Самолёт оснащался двигателями «Мерлин» 73 или 77, крылом увеличенного до 18,03 м размаха и четырьмя пулемётами «Браунинг» калибра .303 в подфюзеляжном обтекателе. Всего выпущено 5 таких машин, модернизированных из B Mk IV, однако они ни разу не применялись по назначению, так как Германия свернула операции Ju 86 над Британией.
- Mosquito NF Mk XVII. 100 машин, модернизированных из NF Mk II с установленными радарами SCR-720 и двигателями «Мерлин» 21 или 23. Впервые эта модификация поднялась в воздух в марте 1943 года.
- Mosquito NF Mk XIX. Улучшенная версия NF Mk XIII с двигателями «Мерлин» 25, на которые можно было устанавливать радары AI Mk. VIII[англ.] или SCR-720. Первый полёт совершён в апреле 1944 года. Всего выпущено 280 самолётов этой модификации.
- Mosquito NF Mk XXX. Дальнейшее развитие NF Mk XIX, появившееся в марте 1944 года. Самолёт оснащался двигателями «Мерлин» 72 или 76, радарами AI Mk.X или SCR-720. Выпущено 526 машин этой модификации.
- Mosquito NF Mk 31 должен был быть копией NF Mk XXX, но с двигателями «Паккард». Никогда не выпускался.
- Mosquito NF Mk 36 впервые взлетел в мае 1945 года. Это было развитие NF Mk XXX с двигателями «Мерлин» 113/114 или 113А/114А, четырьмя 20-мм авиапушками и улучшенным радаром. Максимальная скорость достигала 652 км/ч на высоте 9100 м.
- Mosquito NF Mk 38. Оснащался двигателями «Мерлин» 114А и радарами AI Mk.IX британского производства. Было построено 101 самолёт этой модификации, однако из-за проблем со стабильностью не был принят на вооружение Королевскими ВВС. 60 машин было продано в Югославию.

### Истребители-бомбардировщики
- Mosquito FB Mk VI. Дневной и ночной истребитель-бомбардировщик или дальний истребитель с двигателями «Мерлин» 21, 23 или 25. Первый полёт прототип, переоборудованный из B Mk IV, выполнил 1 июня 1942 года, а в феврале 1943 года вышли первые серийные машины. Всего было построено 2289 самолётов этой модификации, из них 1065 на заводе Standard Motor Company и 56 на заводе Airspeed Ltd.. На этой модели введена усиленная конструкция крыла, позволившая нести на подкрыльевых пилонах две 110-кг или 230-кг бомбы, или два 450-литровых подвесных бака для горючего, или восемь 27-кг ракет. Ещё две 110- или 230-кг бомбы размещались в бомбоотсеке. Стрелковое вооружение включало четыре 20-мм авиапушки «Испано-Сюиза HS.404» под полом кабины и четыре пулемёта «Браунинг» калибра .303 в носу.
- Mosquito FB Mk XI. Задумывались, как развитие FB Mk VI с двигателями «Мерлин» 61, но не пошли в производство.
- Mosquito FB Mk XVIII «Це-це». На этой модификации 20-мм пушки были заменены на 57-мм 6-фунтовую противотанковую автоматическую пушку «Молинз». Боезапас этого орудия составлял 24 снаряда с начальной скоростью 900 м/с. Из остального вооружения сохранились четыре пулемёта в носовой части и ракеты на подкрыльевых направляющих. Первый прототип был переоборудован из FB Mk VI и поднялся в воздух 8 июня 1943 года. Всего построено 25 таких машин.
- Mosquito FB Mk 21. Канадская версия FB Mk VI. Заменена на FB Mk 26. Построено только 3 самолёта.
- Mosquito FB Mk 24. Канадская версия FB Mk 21, оснащённая двигателями «Паккард» 301. Самолёт этой модификации не выпускался.
- Mosquito FB Mk 26. Улучшенная канадская версия FB Mk VI, оснащённая двигателями «Паккард» 225. Построено 300 машин этого типа и ещё 37, впоследствии переоборудованных в T Mk 29.
- Mosquito FB Mk 40. 212 машин, построенных в Австралии. Оснащались двигателями «Паккард» 31/33. 6 самолётов переоборудовали в PR Mk 40, 28 в PR Mk 41, 1 в FB Mk 42 и 22 в T Mk 43.
- Mosquito FB Mk 42. Единственный австралийский истребитель-бомбардировщик с двигателями «Паккард» 69.

### Учебно-тренировочные
- Mosquito T Mk III. Невооружённый самолёт с двойным управлением и двигателями «Мерлин» 21, 23 или 25. Первый полёт совершён в январе 1942 года. Всего построено 358 машин, включая шесть переоборудованных F Mk II.
- Mosquito T Mk 22. Канадская версия тренировочного самолёта, созданная на базе FB Mk 21. Построено шесть машин с двигателями «Паккард» 33.
- Mosquito T Mk 27. Модернизация T Mk 22 с двигателями «Паккард» 225. Построено 49 самолётов данной модификации.
- Mosquito T Mk 29. Переоборудованные 37 машин из FB Mk 26 с двигателями «Паккард» 225.
- Mosquito T Mk 43. 22 переоборудованных самолёта FB Mk 40 австралийского выпуска с двигателями «Паккард» 33.

### Торпедоносцы
- Mosquito TR Mk 33. Два самолёта FB Mk VI были переоборудованы в соответствии с требованиям N.15/44 Королевских ВВС. На них были установлены посадочные гаки, усиленный фюзеляж, четырёхлопастные воздушные винты и двигатели «Мерлин» 25. Ещё две машины для испытаний вдобавок к перечисленному имели складывающиеся вверх крылья. Первая серийная машина впервые поднялась в воздух 10 ноября 1945 года. В серийных машинах использовались масляно-пневматические амортизаторы «Локхид» вместо резиновых, а также шасси меньшего размера. Самолёт мог нести 46-см торпеда[англ.] Mk.XV или Mk.XVII, мину или 910-кг бомбу под фюзеляжем, а также две 230-кг бомбы в бомбовом отсеке и восемь ракет под крыльями. В носовом обтекателе был установлен радар ASH. Было построено 50 самолётов этой модификации, ещё на 47 заказ был отменён.
- Mosquito TR Mk 33. Было построено 14 самолётов. Первый прототип, переоборудованный из TR Mk 33, поднялся в воздух в 1946 году. Отличался от TR Mk 33 британским радаром ASV Mk.XIII и слегка увеличенным носовым обтекателем.

### Буксировщик мишеней
- Mosquito TT Mk 35. С 1952 года в эту модификацию было переоборудовано 105 B Mk 35 и они прослужили до 1963 года.
- Mosquito TT Mk 39. Два прототипа и ещё двадцать четыре машины были переоборудованы из существующих B Mk XVI с двигателями «Мерлин» 72/73. Рабочее место для третьего члена экипажа разместили в куполе за крыльями. На самолёт устанавливался радиовысотомер. В войска эти машины поступили в 1948 году.

## Боевое применение
«Москито» выполняли «точечные» бомбометания, а также использовались как целеуказатели (англ. «pathfinders») при ночных бомбардировках немецких городов. Самолёт разрабатывался без оборонительного вооружения и поначалу такое решение встретило сопротивление, но конструктор сумел убедить скептиков в том, что отказ от стрелка задней полусферы позволит высвободить около 1000 кг и существенно улучшит аэродинамику. Тем не менее, потери среди «Москито» были одними из самых низких из всех самолётов Второй мировой войны — 16 на 1000 вылетов. Объясняется это исключительно высокими для того времени лётно-техническими характеристиками: скорость и высота полёта делали их малоуязвимыми для германских истребителей и огня зенитной артиллерии.
Крейсерская скорость самолёта на высоте 11 км составляла 640—675 км/ч. Такие высотно-скоростные характеристики делали его практически недосягаемым для атак противостоящих им в то время Messerschmitt Bf.109G-6. Относительно эффективно бороться с «Москито» могли только первые реактивные истребители немцев Messerschmitt Me.262. Но и они не смогли в этом добиться больших успехов по ряду причин: из-за позднего появления в конце войны, нехватки опытных пилотов, небольшого количества произведённых самолётов, а также стремления Гитлера использовать истребитель Messerschmitt Me.262 в качестве бомбардировщика. Один из бомбардировщиков установил рекорд живучести, выполнив 213 боевых вылетов.

## Тактико-технические характеристики
Mosquito B Mk.IV
Источник данных: 

Технические характеристики
- Экипаж: 2
- Длина: 12,43 м
- Размах крыла: 16,51 м
- Высота: 4,65 м
- Площадь крыла: 42,18 м²
- Масса пустого: 6490 кг
- Масса снаряжённого: 8210 кг
- Нормальная взлётная масса: 9900 кг
- Максимальная взлётная масса: 11 000 кг
- Силовая установка: 2 × Роллс-Ройс Мерлин 21
- Мощность двигателей: 2 × 1480 л. с. (2 × 1100 кВт)

Лётные характеристики
- Максимальная скорость: 668 км/ч на 8500 м
- Крейсерская скорость: 491 км/ч
- Боевой радиус: 2655 км
- Практический потолок: 11 000 м
- Скороподъёмность: 14,5 м/с
- Нагрузка на крыло: 195 кг/м2
- Тяговооружённость: 0,311 кВт/кг

Вооружение
- Стрелково-пушечное:  
  - 4 × 20 мм пушки Hispano Mk II (фюзеляжные)
  - 4 × .303" (7,7 мм) пулемёты Браунинга (носовые)
- Неуправляемые ракеты: 8  × 25 lb (17 кг) ракет
- Бомбы: до 908 кг (1 × 454 кг + 2 × 227 кг , 4 × 227 кг) или 1 × 1800 кг

## Эксплуатанты

### Военные
Великобритания
- Royal Air Force: эскадрильи № 4, 8, 11, 13, 14, 16, 18, 21, 22, 23, 25, 27, 29, 36, 39, 45, 46, 55, 58, 68, 69, 81, 82, 84, 85, 89, 96, 98, 105, 107, 108, 109, 110, 114, 125, 128, 139, 140, 141, 142, 143, 151, 157, 162, 163, 169, 176, 180, 192, 199, 211, 219, 235, 239, 248, 249, 254, 255, 256, 264, 268, 333, 334, 500, 502, 504, 515, 521, 527, 540, 544, 571, 600, 604, 605, 608, 609, 613, 614, 616, 617, 618, 627, 680, 681, 683, 684, 692.
- Royal Navy Fleet Air Arm: эскадрильи 703, 276, 728, 733, 751, 762, 770, 771, 772, 777, 778, 780, 790, 811.

 Канада
- Королевские ВВС Канады: 46 FB.VI и 29 PR. XVI; эскадрильи 400, 404, 406, 409, 410, 418.

 Австралия
- ВВС Австралии: эскадрильи 1, 87, 94, 456, 464, 1-й отряд аэрофотосъёмки, 5-й учебный отряд.

 Новая Зеландия
- Королевские ВВС Новой Зеландии: эскадрильи 14, 75, 487, 488, 489.

 Южно-Африканский Союз
- ВВС ЮАС: 60-я (разведывательная) эскадрилья.

 Чехословакия
- ВВС Чехословакии: 19 FB.VI в 1948 году.

 Польша
- ВВС Польши: в составе 305-й («Ziemi Wielkopolskiej im. Marszałka Józefa Piłsudskiego») и 307-й ночной («Lwowskich Puchaczy») эскадрилий RAF

 Норвегия
- Воздушные Силы армии Норвегии: в составе 333-й и 334-й эскадрилий RAF

 Бельгия
- Воздушные силы бельгийской армии: 18 NF.30.

 Франция
- ВВС Франции: несколько B.IV, 57 FB.VI, 29 PR.XVI и 23 NF.30, всего около 180

В период с 1945 по 1953 год французские ВВС использовали значительное количество «москитов» (около 180, многие из которых использовались только для отдельных частей), выпущенных по Королевским ВВС в версиях FB.6, T.3, PR 16 и NF 30; все в 6-й истребительной эскадре. Группа GC 1/3 «Corse» из её состава с 3.01.1947 по 20.05.1947 принимала участие в Индокитайской войне.
 СССР
- ВВС СССР: испытывался 1 самолёт (DK 296), поставленный по ленд-лизу.

 Швеция
- ВВС Швеции: в 1948 году куплены 60 Mk XIX (J 30); авиакрыло F1 (Вестманланд).

 Швейцария
- ВВС Швейцарии: один интернированный самолёт временно передавался в компанию Swissair, по возвращении использовался в качестве летающей лаборатории до 1945 года.

 Югославия
- ВВС Югославии: 60 NF.38, 80 FB.VI, 3 T.III; 103-й разведывательный, 88-й бомбардировочный полки и 16-я разведывательная эскадрилья ПВО.

 Израиль
- ВВС Израиля: некоторое количество T.III, 60 FB.VI, и не менее 5 PR.XVI, также самолёты морских модификаций.

 Турция
- ВВС Турции: 96 FB.VI и несколько T.III.

 Китайская Республика
- ВВС Китайской Республики: около 200—250 самолётов модификаций FB.26, T.29 и T.27s канадского производства в составе 1-й авиагруппы (1948—1949)

 Китай
- ВВС КНР: 5 трофейных машин различных типов.

 США
- ВВС Армии США: 416-я и 425-я эскадрильи ночных истребителей, 25-я бомбардировочная группа (653-я и 654-я эскадрильи), 492-я бомбардировочная группа, 802-я развед.группа (8-я особая разведывательная и 8-я метеорологическая эскадрилья)

 Доминиканская Республика
- ВВС Доминиканской Республики: 6 FB.VI.

 Гаити
- ВВС Гаити

 Венесуэла
- ВВС Венесуэлы

### Гражданские
Великобритания
- BOAC

 Канада
- Spartan Air Services[7]

 Швейцария
- Авиакомпания Swissair в 1944 году эксплуатировала интернированный Mosquito, но позже он был возвращён в состав ВВС, где использовался в качестве летающей лаборатории до 1945 года.[8]

 Турция
Служба картографии
 Мексика
- Coculum Aeronautica SA de CV